# Добирсько
До́бирсько (болг. Добърско) — село в Благоєвградській області Болгарії. Входить до складу громади Разлог.

## Населення
За даними перепису населення 2011 року у селі проживали 650 осіб, з них 642 особи (99,8 %) — болгари.
Розподіл населення за віком у 2011 році:
Динаміка населення: